# Wolfgang Hönig
Wolfgang Hönig (21 de enero de 1954) es un deportista de la RDA que compitió en remo. Ganó dos medallas de oro en el Campeonato Mundial de Remo, en los años 1974 y 1975.

## Palmarés internacional
| Campeonato Mundial | Campeonato Mundial       | Campeonato Mundial | Campeonato Mundial |
| Año                | Lugar                    | Medalla            | Prueba             |
| ------------------ | ------------------------ | ------------------ | ------------------ |
| 1974               | Lucerna (Suiza)          | Medalla de oro     | Scull individual   |
| 1975               | Nottingham (Reino Unido) | Medalla de oro     | Cuatro scull       |